# Strmec (gmina Velike Lašče)
Strmec – wieś w Słowenii, w gminie Velike Lašče. W 2018 roku liczyła 5 mieszkańców.